# Electric Shock
Albums de f(x)
Hot Summer
(2011) Pink Tape
(2013)
Singles
1. Electric Shock
Sortie : 10 juin 2012

Electric Shock est le second mini-album du girl group sud-coréen f(x). Il est sorti en version numérique le 10 juin 2012 et en version physique le 13 juin 2012 sous SM Entertainment. Le titre-phare, "Electric Shock", ainsi que l'EP, ont atteint la première place du weekly Gaon Charts. Le mini-album s'est vendu à plus de 70 000 exemplaires en Corée du Sud.

## Liste des pistes
| 1.    | Electric Shock                             | Seo Ji-eum  | Willem Laseroms, Maarten Ten Hove, Joachim Vermeulen Windsant  | 03:15 |
| 2.    | 제트별 (Jet) (Jet Star, Jeteu Byeol)       | Kenzie      | Kenzie                                                         | 03:21 |
| 3.    | 지그재그 (Zig Zag; Jigeu Jaegeu)           | Kim Boo-min | Hitchhiker                                                     | 03:46 |
| 4.    | Beautiful Stranger (f(Amber+Luna+Krystal)) | Misfit      | Aminata Gabba ("A*M*E"), Jason Gill, Mich Hansen ("Cutfather") | 04:06 |
| 5.    | Love Hate                                  | Misfit      | Si Hulbert, Amy Richardson, Hannah Phaisey, Karen Ann Poole    | 03:10 |
| 6.    | 훌쩍 (Let’s Try) (Huljjeok; Swept)         | Misfit      | Niara Scarlett, Pete 'Boxta' Martin                            | 03:32 |
| 21:10 |                                            |             |                                                                |       |